# 関野和寛
関野 和寛（せきの かずひろ、1980年 - ）は、日本の牧師、病院・ホスピス・在宅医療チャプレン（病院聖職者）。現在はルーテル津田沼教会（日本福音ルーテル教会）牧師。またメンバー全員が現役の牧師で結成されたロックバンド『牧師ROCKS』のベース・ボーカルも務める。

## 来歴
2002年 - 青山学院大学国際政治経済学部 卒業。2006年 - 日本ルーテル神学校 卒業。
2006年 - 2020年 ルーテル東京教会 牧師。2018年 - 香港ルーテル神学校博士課程 卒業。牧会学博士。
2020年 - 2021年 アメリカ・ミネソタ州アボットノースウェスタン病院 コロナ病棟・精神科病棟担当チャプレン（Clinical Pastoral Education Level 1&2）。
2022年 - ルーテル津田沼教会 牧師。神奈川、大阪の一般クリニック・ホスピス・在宅医療にてチャプレン。

## 人物
2006年より新大久保にあるルーテル東京教会での牧師として勤務。既存宗教の伝統的な枠組みを超えることを目指し、これまで鎌倉・建長寺、岩下の新生姜ミュージアム、若年性認知症カフェなどで講演を行う。
また、歌舞伎町ホストクラブ愛本店やススキの路面電車を貸し切りワンマンライブを行う。　
国際会議で紛争や抑圧の中で命懸けで働いている東南アジアの牧師たちに感化されアジア最大のルター派神学校（Lutheran Theological Seminary）に入学。博士課程（Doctor of Ministry)の為に東京から香港に4年間通う。　
2020年-2021年、コロナパンデミックの中渡米。アメリカ、ミネソタ州アボットノースウェスタン病院チャプレン（病院聖職者、Clinical Pastoral Education）として主にコロナ病棟や精神科病棟で勤務。同年クリスマスに折り鶴16000羽で病院のメインロビーに巨大なクリスマスデコレーションを精神科病棟の子供達と飾り付けた様子はミネソタ中で放送され、日本のメディアでも紹介された。　
2021年9月、チャプレンの任務を終え帰国、現在はルーテル津田沼教会牧師をしつつ、 神奈川、大阪の非宗教の一般クリニック、ホスピス、在宅医療の現場などで患者の看取りや家族ケアをするチャプレンを行っている。 

### 私生活
趣味はキックボクシングと音楽。キックボクシングについては現在もジムに所属しつつ、海外での武者修行も経験している。音楽については先述の通り。

## 著作

### 書籍
- 『全ての壁をぶっ壊せ!』日本基督教団出版局 2018年
- 『神の祝福をあなたに－歌舞伎町の裏からゴッドブレス－』日本基督教団出版局 2019年 （キリスト教書店大賞3位）
- 関野和寛×緒方秀美「ROCKERS  OF THE HOLY LAND」キリスト新聞 2019年
- 『天国なんてどこにもないよ－それでもキリストと生きる－』教文館 2021年
- 『ひとりで死なせはしない－アメリカコロナ病棟で見取り続けた日本人牧師－』日本基督教団出版局 2021年（キリスト教書店大賞4位）
- 『きれいごとじゃないんだ、聖書の言葉は』バジリコ出版 2021年（キリスト教書店大賞10位）

### CD
- 関野和寛 with The Black Sheep『狂った世界にゴッドブレスを。』2020年

## メディア出演
- The Japan Times[5]
- Yahoo Japan News

- News KARA11.[7]